# Dizygostemon
Dizygostemon é um género botânico pertencente à família Plantaginaceae. Tradicionalmente este gênero era classificado na família das Scrophulariaceae.

## Espécies
- Dizygostemon angustifolium
- Dizygostemon floribundum
- Dizygostemon floribundus
- Dizygostemon riparius